# ジャウー (魚)
ジャウー（Zungaro zungaro）はナマズ目ピメロドゥス科に属する淡水魚の一種。南アメリカに分布する。英名はGilded catfish、manguruyu、black manguruyuなど。

## 分類
Zungaro 属にはZungaro zungaroとZungaro jahuの2種が認められている。パラナ川とパラグアイ川に分布するものをZ. jahu、オリノコ川とアマゾン川に分布するものをZ. zungaroと分けるのが一般的だが、アマゾン川支流のタパジョース川とトカンチンス川に分布するZ. zungaroは他の地域の個体と遺伝的な差異が大きく、分類学的再検討が必要である。

## 形態・生態
130センチメートル、50キログラムを超える個体も稀ではない。体重10キログラム程度で性成熟する。アマゾン川流域では大きな支流の泥底に生息する。主に魚食性、夜行性で、洪水により水没した地域に入り込むこともある。Triportheus 属やAnodus 属の魚類を追って回遊する個体も報告されている。